# スルース
『スルース』（原題: Sleuth）は、2007年のアメリカ合衆国のミステリ映画。監督はケネス・ブラナー、出演はマイケル・ケインとジュード・ロウなど。1972年にも映画化されたアンソニー・シェイファーの舞台『探偵スルース』の再映画化であり、1972年版に出演したマイケル・ケインが別の役で再出演している。

## キャスト
※括弧内は日本語吹き替え
- アンドリュー・ワイク - マイケル・ケイン（石田太郎）
- マイロ・ティンドル - ジュード・ロウ（森川智之）

## 作品の評価

### 映画批評家によるレビュー
Rotten Tomatoesによれば、批評家の一致した見解は「『スルース』は、サスペンスフルでアクション満載というよりは、あまりにも露骨で下品なので、オリジナル版を改善するものは何もない。」であり、122件の評論のうち高評価は36%にあたる44件で、平均点は10点満点中5.17点となっている。
Metacriticによれば、30件の評論のうち、高評価は11件、賛否混在は14件、低評価は5件で、平均点は100点満点中49点となっている。

### 受賞歴
| 映画祭・賞             | 部門       | 候補             | 結果       |
| ---------------------- | ---------- | ---------------- | ---------- |
| サターン賞             | 国際映画賞 |                  | ノミネート |
| ヴェネツィア国際映画祭 | 金獅子賞   | ケネス・ブラナー | ノミネート |